# Suchtheorie
Suchtheorie ist ein Begriff der Wirtschaftswissenschaften. Sie untersucht Angebot- und Nachfrageverhalten auf Märkten, auf denen sich die Handelspartner nicht instantan finden, also erst nach einem passenden Handelspartner suchen müssen.
Die Theorie war und ist in vielen Bereichen der Wirtschaftswissenschaften einflussreich. In der Arbeitsmarktökonomik wird sie angewendet, um friktionelle Arbeitslosigkeit, also Arbeitslosigkeit, die aus Jobsuche entsteht, zu analysieren. In der Konsumententheorie wurde sie genutzt, um Kaufentscheidungen zu analysieren. Aus der Sicht eines Arbeitnehmers sollte ein Job gut bezahlt sein, attraktive Konditionen, wie beispielsweise Sozialversicherungen, und eine angenehme und sichere Arbeitsumgebung bieten. Aus der Sicht eines Konsumenten muss ein Produkt über eine ausreichende Qualität verfügen und ausreichend günstig angeboten werden, um es als potenziell kaufbar einzustufen. In beiden Fällen hängt die Akzeptanz des Produkts oder des Jobs davon ab, welche Alternativen der Suchende auf dem Markt zu haben glaubt. 
Genauer gesagt, untersucht die Suchtheorie die optimale Strategie eines Individuums, wenn es aus einer Anzahl von Möglichkeiten unsicheren Ausgangs wählen soll, unter der Annahme, dass eine Verzögerung der Entscheidung Kosten mit sich bringt. Suchmodelle zeigen, wie das Individuum Kosten durch Verzögerung der Entscheidung gegen den Nutzen, eine weitere Möglichkeit auszuprobieren oder exante zu evaluieren, abwägt. Mathematisch gesehen, handelt es sich dabei um optimale Stoppprobleme. Makroökonomen haben die Suchtheorie auf allgemeine Gleichgewichtsmodelle, in denen ein oder mehrere Sucher interagieren, angewandt. Diese Theorie nennt man Matchingtheorie.

## Suchen bei gegebener Verteilung
George J. Stigler begann mit der Forschung über das Suchverhalten von Arbeitnehmern nach Arbeitsplätzen als ökonomisches Problem. John J. McCall schlug dazu ein dynamisches Modell der Jobsuche vor, basierend auf der mathematischen Methode des optimalen Stoppens. Auf dieser Grundlage entstanden viele der späteren Arbeiten auf diesem Gebiet. Er untersuchte, welche Jobangebote ein arbeitssuchendes Individuum annehmen sollte, wenn ihm die Alternativen, die ihm potenziell zur Verfügung stehen, bekannt sind und diese sich nicht ändern (die Verteilung der Alternativen also bekannt und konstant ist) und der Wert des Geldes gleich bleibt. In seiner Forschung bezeichnet er denjenigen Lohn als Reservationslohn, zudem das Individuum einen Job gerade noch annehmen will. Die optimale Strategie des Individuums ist nun, jeden Job auszuschlagen, der einen geringeren Lohn als den Reservationslohn bietet, und jeden Job anzunehmen, der einen höheren Lohn bietet. 
Der Reservationslohn eines Individuums kann sich ändern. Wenn etwa durch lange Arbeitslosigkeit sich die Qualifikation des Individuums verschlechtert, werden sich auch die Jobalternativen verschlechtern (die Verteilung ändert sich also). Interessant ist dieser Zusammenhang vor allem über die Zeit betrachtet: Je länger das Individuum Jobangebote ablehnt (in der Hoffnung, ein besseres zu bekommen), desto mehr sinkt sein Reservationslohn. Genauso könnte der Reservationslohn sinken, weil das Individuum fürchtet, dass ihm das Geld ausgeht, bevor es die Suche zufriedenstellend beenden kann.
Eine interessante Beobachtung in McCalls Modell ist, dass, je größer die Varianz der angebotenen Löhne ist, desto länger der optimale Suchprozess geht, selbst wenn das Individuum risikoavers ist. Hält man den arithmetischen Mittelwert der Löhne konstant, erhöht aber ihre Varianz, wird das Individuum länger suchen wollen. Es setzt einen höheren Reservationslohn, in der Hoffnung, einen außerordentlich guten Lohn zu erzielen. Dass das Individuum bei der Suche auch auf außerordentlich schlechte Angebote stößt, stört wenig, da schlechte Angebote abgelehnt werden können. 
McCall konzentrierte sich bei der Anwendung der Suchtheorie auf das Suchverhalten von arbeitslosen Individuen. Seine Ergebnisse kann man aber auch in der Konsumententheorie benutzen. In diesem Kontext nennt man den höchsten Preis, den ein Individuum gerade noch bereit ist zu bezahlen, Reservationspreis.

## Suchen bei unbekannter Verteilung
Wenn das Individuum die Verteilung der Lohnangebote nicht kennt, gibt es einen zusätzlichen Anreiz zu suchen: Je länger es sucht, desto mehr kann es über die Verteilung der Angebote lernen. Suchen in unbekannten Verteilungen wird auch Mehrarmiges-Bandit-Problem genannt. Der Name stammt von dem Ausdruck einarmiger Bandit, der für einen Glücksspielautomaten in Kasinos steht, bei dem man über die Verteilung von Ausschüttungen nur etwas sagen kann, in dem man ihn ausprobiert, also spielt. Optimale Suchstrategien für unbekannte Verteilungen wurde analysiert mittels Allokationindizes, wie beispielsweise dem Gittins-Index.

## Endogenisierung der Preisverteilung
Bei der Untersuchung von Suchproblemen stießen Ökonomen auf die Frage, warum überhaupt dasselbe Gut zu unterschiedlichen Preisen in einem Gleichgewichtsmarkt verkauft werden sollte, was der klassischen Mikroökonomie widerspricht. Haben Individuen allerdings imperfekte Informationen darüber, wo sie das Gut zum geringsten Preis finden können (also immer dann, wenn Suchen notwendig ist), werden Anbieter unterschiedliche Preise wählen und theoretisch zwischen diesen indifferent sein: Manche werden die Preise erhöhen und nur den Individuen mit höheren Reservationspreisen handeln. Andere werden niedrigere Preise wählen, um mehr zu verkaufen, da sie den Reservationspreis der Individuen öfter unterbieten werden.

## Matchingtheorie
In neuerer Forschung wurde die Suchtheorie in makroökonomische Modelle eingebettet, genauer gesagt, in ein Framework namens Matchingtheorie. Peter A. Diamond, Dale Mortensen und Christopher A. Pissarides haben 2010 für ihre Forschung über Matchingtheorie den Nobelpreis für Ökonomie bekommen.
Wendet man Matchingtheorie auf Arbeitsmärkte an, gibt es dort zwei Sucher: Zum einen die Individuen, die Arbeitgeber suchen, zum anderen Firmen, die Arbeitnehmer suchen. Die Rate, mit der neue Arbeitsplätze geschaffen werden, hängt jetzt von der Interaktion beider Gruppen ab. Manche Modelle integrieren eine Lohnverteilung, andere vereinfachen, indem sie implizieren, dass Individuen eine unbestimmte und zufällige Zeit lang arbeitslos waren, bevor sie wieder anfangen zu arbeiten. Über den Reservationslohnsmechanismus wird so eine Verteilung von Löhnen herbeigeführt.